# Southern Man
Better keep your head

Don't forget, what your good book said

Southern change gonna come at last

Now your crosses, are burning fast, southern man.»
Meglio che presti attenzione

Non dimenticare, quel che dice il tuo Buon Libro

Il cambiamento arriverà anche al Sud alla fine

Ora le tue croci bruciano veloci, sudista.»
(Southern Man, Neil Young)
Southern Man è un brano musicale scritto ed interpretato dal musicista canadese Neil Young, contenuto nel suo album After the Gold Rush del 1970.

## Il brano

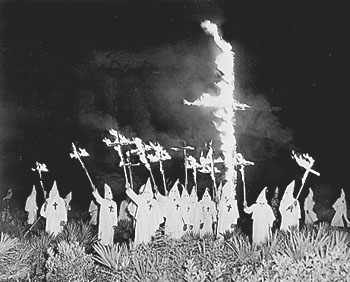
Una manifestazione del Klan a Gainesville, Florida, 1922.

Le parole che compongono il testo di Southern Man sono una vivida e sentita descrizione del razzismo nei confronti dei neri nel sud degli Stati Uniti d'America. Nel brano, Young racconta la storia di un uomo bianco del sud (a simbolizzare l'intero Sud bianco del Paese) e di come egli maltratti e disprezzi i propri schiavi neri. Retoricamente Young chiede quando il "Sud bianco" pagherà infine il proprio debito verso la popolazione di colore sul sangue della quale ha costruito le proprie fortune, cantando: «I saw cotton and I saw black, tall white mansions and little shacks. Southern Man, when will you pay them back?» ("Ho visto il cotone e ho visto il nero. Alti palazzi bianchi e piccole baracche. Uomo del sud, quando li ripagherai per questo?"). Inoltre nel brano si fa menzione della pratica di incendiare delle croci di legno da parte del Ku Klux Klan.

### Polemiche
Il gruppo Southern rock Lynyrd Skynyrd scrisse la celebre canzone Sweet Home Alabama in risposta ai brani Southern Man e Alabama, altro pezzo di Neil Young fortemente polemico nei confronti del razzismo degli Stati del Sud incluso nell'album Harvest del 1972. Nonostante nella canzone degli Skynyrd venga affermato: «I hope Neil Young will remember a Southern man don't need him around anyhow» ("Spero che Neil Young si ricordi che un uomo del sud non ha bisogno di averlo tra i piedi"), Young stesso ha sempre dichiarato di essere un grande fan sia di Sweet Home Alabama che di Ronnie Van Zant, il cantante leader dei Lynyrd Skynyrd. Nel 1976, Young arrivò a dichiarare "di essere orgoglioso che il suo nome comparisse in una canzone della band". Inoltre è risaputo che Young ha suonato Sweet Home Alabama nel corso dei suoi concerti in molte occasioni. In risposta, Van Zant spesso indossava una maglietta dell'album Tonight's the Night di Young mentre cantava Sweet Home Alabama sul palco.